# Eschweiler über Feld
Eschweiler über Feld is een plaats in de Duitse gemeente Nörvenich, deelstaat Noordrijn-Westfalen, en telt 1.111 inwoners (31 december 2019).
Het ligt 3 km ten westen van Nörvenich zelf. Een 4 km lange weg in westelijke richting verbindt het dorp met Merzenich, dat weer aan de Bundesstraße 264, 4 km ten oosten van de stad Düren, ligt.

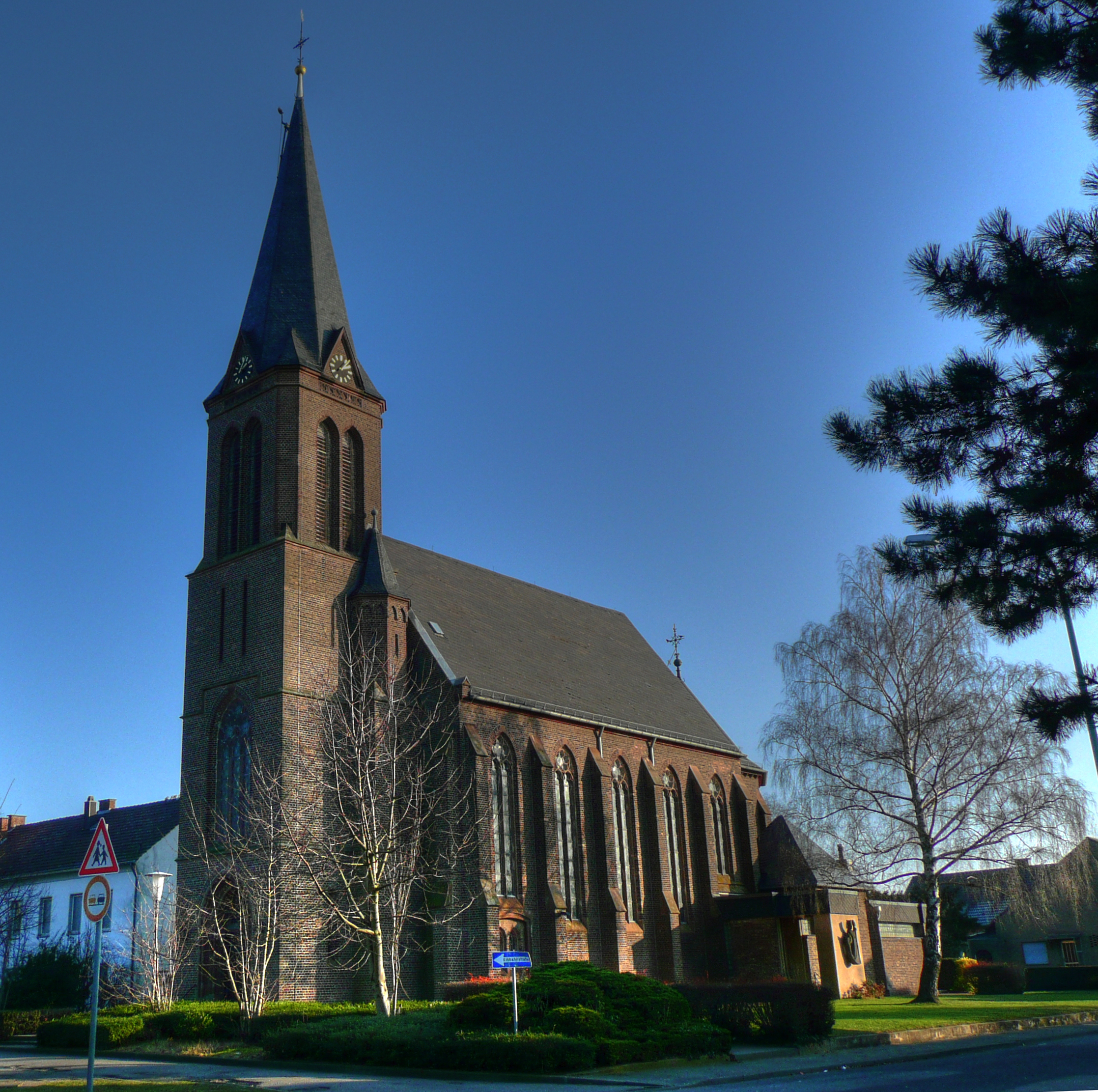
R.K. St.-Heribertskerk (1896)
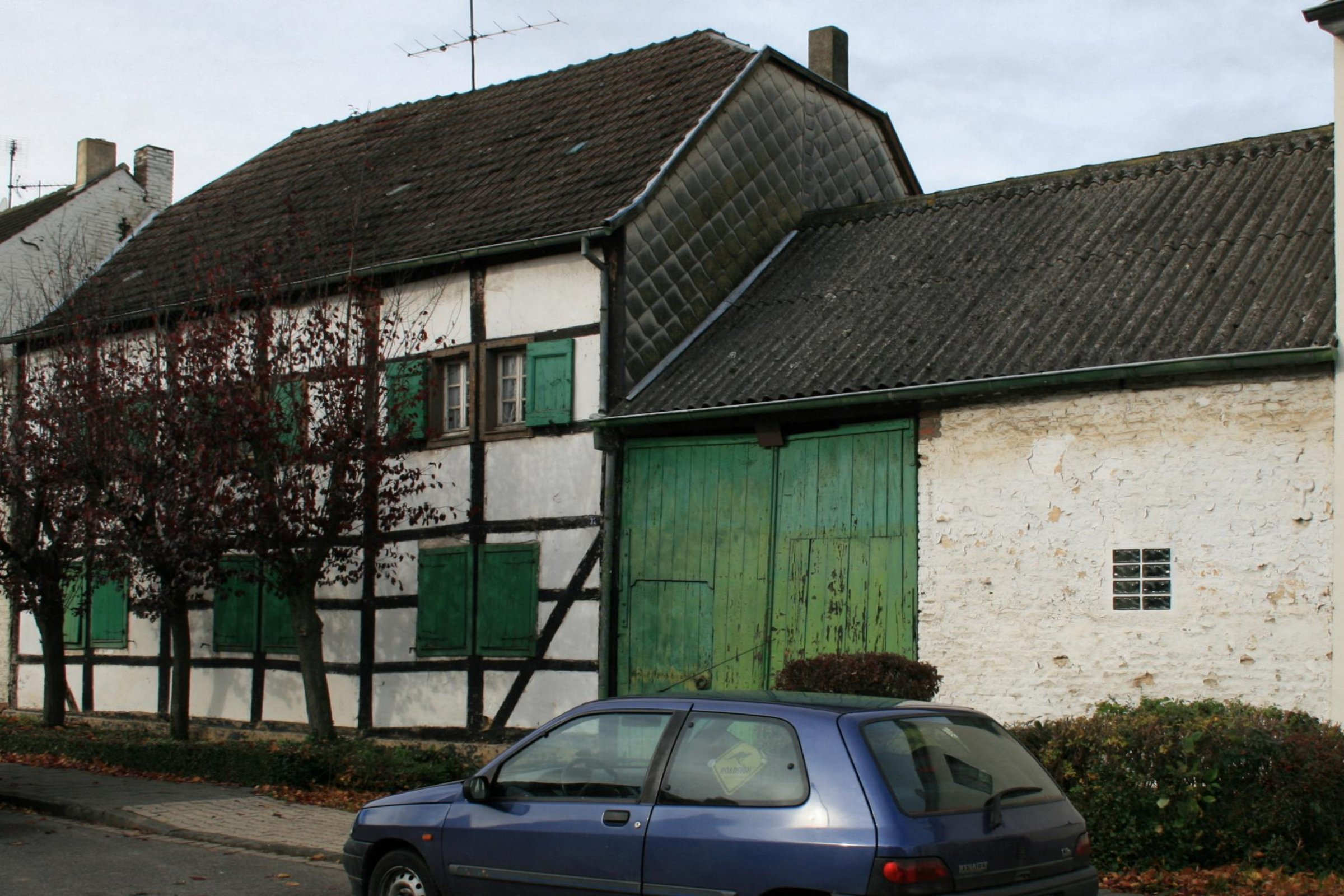
Vakwerkboerderij in het dorp

Ten noorden van het (reeds sedert 1003 bestaande)  dorp is een aannemersbedrijf voor met name wegenbouwwerken gevestigd. Het is een filiaal van Strabag, een zeer groot Oostenrijks concern in deze branche. In Eschweiler über Feld wonen betrekkelijk veel woonforensen met een werkkring te Düren of Keulen.